# Vaccinium oreomyrtus
Vaccinium oreomyrtus är en ljungväxtart som beskrevs av Herman Otto Sleumer. Vaccinium oreomyrtus ingår i Blåbärssläktet, och familjen ljungväxter. Inga underarter finns listade i Catalogue of Life.